# 40 Sextantis
41 Sextantis är en vit jätte i Sextantens stjärnbild.
41 Sextantis har visuell magnitud +6,61 och kräver fältkikare för att kunna observeras. Den befinner sig på ett avstånd av ungefär 280 ljusår.